# Gmina Foča
Gmina Foča (serb. Општина Фоча / Opština Foča) – gmina w Bośni i Hercegowinie, w Republice Serbskiej. W 2013 roku liczyła 17 580 mieszkańców.